# カジイチゴ
カジイチゴ（梶苺・薅央藨、学名: Rubus trifidus）は、バラ科キイチゴ属に属する低木。日本に自生するキイチゴの仲間で、主に西日本に分布する。温暖な地方を好む。6月ごろに実るオレンジ色の果実は食用となる。別名キイチゴ、トウイチゴ、エドイチゴともよばれる。名前の由来は、葉の形がクワ科のカジノキに似ていることから。半常緑低木であり、暖地では葉の多くが越冬する。

## 分布
日本の本州（関東以西の太平洋側沿岸）、伊豆諸島、九州に分布する。海岸や海沿いの山地に生える。

## 特徴
落葉または半常緑広葉樹の低木で、高さは2 - 3メートル (m) になる。茎は直立してよく枝分かれし、緑色また暗紅色で毛がなく、太くなると木質化する。茎にはトゲはないか、あるいは茎の上部にはトゲがなく、下部にはトゲがある。キイチゴ属では珍しく棘を持たないが、株が小さい時は棘が生える場合がある。根は張りが浅い。しかし、サッカーと呼ばれる地下茎を伸ばしており、その株が光に当たっていなくても育つことができる。
葉は互生し、緑色で大きく、長さ10 - 20 cmの掌状で3 - 7裂し、葉縁には重鋸歯がある。葉身は光沢があり、無毛。秋に紅葉して色づくものもある。
花期は4 - 5月ごろ。新しい枝の先に3 - 5個の白い花を咲かせる。花の直径は30 - 40ミリメートル (mm) 、花弁は5枚でシワがよる。果期は5 - 6月。果実は橙黄色の集合果をつけ、キイチゴの中では2 cmと大型。上を向いてつく。一粒一粒はクマイチゴのような尖ったしずく型をする。食用になる。
冬芽は楕円形で緑褐色から赤紫色を帯びた芽鱗に包まれており、枝先に仮頂芽がつき、側芽は枝に互生する。葉痕は三角形やV字形で、維管束痕が3個みられる。

## 利用
庭木として利用される。春の若葉は生け花の花材にする。
枝分かれはさほど激しくなく、剪定しなければ一本の木のように生えるときがある。だが、地下茎（シュート）を伸ばしてあちこちから芽を出すため一度増えると駆除は手間がかかる。